# Сасаки Коджиро
Сасаки Коджиро е прочут японски майстор на меча, известен с дуела си срещу Миямото Мусаши на 14 април 1612 г., когато загива.
Използвал е нодачи (дълъг двурък меч), който той е наричал „Дългият прът“. Ползвал се е с бойното си име Ганрю. Цяла феодална Япония се е страхувала от „Ударът на лястовичата опашка“, удар, наподобяващ движенията на опашката на лястовица в полет. Говори се, че атаката била толкова бърза, точна и смъртоносна, че с нея можел да съсича птици в полет.
Сасаки Коджиро дълго време е бил противник на Миамото Мусаши като се смята, че е бил най-опасният опонент, с когото Мусаши се е срещал. Според легендата (спори се относно истинността ѝ), на няколко пъти е бил спиран да победи Мусаши от слънцето зад противника му. Убит е с бокен, който Мусаши направил от греблото на лодката, с която се придвижил до мястото на дуела.
Все още се спори относно това дали Мусаши е прибягал до измама в този решителен двубой, за да победи, или просто е използвал особеностите на терена в негова помощ.